# Jarrett Allen
Jarrett Allen (ur. 21 kwietnia 1998 w San Diego) – amerykański koszykarz, występujący na pozycji środkowego, aktualnie zawodnik Cleveland Cavaliers.
W 2016 roku wystąpił w dwóch meczach gwiazd amerykańskich szkół średnich – McDonald’s All-American i Nike Hoop Summit. W 2015 zdobył złoty medal podczas turnieju Adidas Nations.
14 stycznia 2021 trafił w wyniku wymiany do Cleveland Cavaliers.

## Osiągnięcia
Stan na 24 lutego 2022, na podstawie, o ile nie zaznaczono inaczej.
NCAA
- Zaliczony do:
  - I składu najlepszych nowo przybyłych zawodników Big 12 (2017)
  - III składu Big 12 (2017)

NBA
- Uczestnik:
  - meczu gwiazd NBA (2022)[4]
  - Rising Stars Challenge (2019)[5]
- Zwycięzca konkursu Skills Challenge (2022)[6]

Reprezentacja
- Mistrz Ameryki U–18 (2016)